# Rete tranviaria di Basilea
La rete tranviaria di Basilea è la rete tranviaria che serve la città svizzera di Basilea, composta da tredici linee.

## Linee
| Linea | Percorso                                           | Entrata in servizio | Tracciato attuale dal | Lunghezza in km | Numero di stazioni | Frequentazione in milioni (2011) | Gestore |
| ----- | -------------------------------------------------- | ------------------- | --------------------- | --------------- | ------------------ | -------------------------------- | ------- |
| 1     | Dreirosenbrücke ↔ Bahnhof SBB / Badischer Bahnhof1 | 6 maggio 1895       | 14 ottobre 2002       | 6,852           | 20                 | 8,54                             | BVB     |
| 2     | Binningen Kronenplatz ↔ Eglisee / Riehen Dorf1     | 14 aprile 1897      | 14 ottobre 2002       | 5,871           | 22                 | 8,77                             | BVB     |
| 3     | Gare de Saint-Louis ↔ Birsfelden Hard              | 10 maggio 1897      | 10 dicembre 2017      | ?               | 24                 | ?                                | BVB     |
| 6     | Allschwil ↔ Riehen Grenze                          | 1º luglio 1905      | 1º agosto 2002        | 12,491          | 35                 | 18,41                            | BVB     |
| 8     | Neuweilerstrasse ↔ Weil am Rhein (Germania)        | 5 luglio 1912       | 14 dicembre 2014      | 10,35           | 30                 | 19,80                            | BVB     |
| 10    | Rodersdorf ↔ Flüh ↔ Ettingen ↔ Dornach Bahnhof     | 6 ottobre 1902      | 30 settembre 2002     | 25,974          | 40                 | 15,986                           | BLT     |
| 11    | St-Louis Grenze ↔ Aesch                            | 7 dicembre 1907     | 14 ottobre 2002       | 14,235          | 34                 | 20,942                           | BLT     |
| E11   | Reinach-Süd ↔ Theater                              | 14 ottobre 2002     | 14 ottobre 2002       | 9,85            | 29                 | ?                                | BLT     |
| 14    | Dreirosenbrücke ↔ Muttenz ↔ Pratteln               | 1918                | 14 ottobre 2002       | 12,578          | 31                 | 14,81                            | BVB     |
| 15    | Messeplatz ↔ Bruderholz                            | 17 dicembre 1910    | 30 settembre 2002     | 5,351           | 21                 | 5,35                             | BVB     |
| 16    | Bruderholz ↔ Schifflände                           | 15 maggio 1930      | 30 settembre 2002     | 5,364           | 18                 | 6,87                             | BVB     |
| 17    | Wiesenplatz ↔ Ettingen                             | 1914                | 1º agosto 2002        | 12,215          | 26                 | 2,040                            | BLT     |
| 21    | Bahnhof St. Johann ↔ Badischer Bahnhof             | 18 febbraio 2002    | 9 marzo 2009          | 3,170           | 10                 | 0,16                             | BVB     |

1 : Solo in certi orari